# Gloria y hambre
- Esta obra contiene una traducción parcial derivada de «Héros à vendre» de Wikipedia en francés, publicada por sus editores bajo la Licencia de documentación libre de GNU y la Licencia Creative Commons Atribución-CompartirIgual 4.0 Internacional.

Gloria y hambre (en inglés: Heroes for Sale) es una película dramática estadounidense de 1933, anterior a la Época pre-code dirigida por William Wellman, protagonizada por Richard Barthelmess, Aline MacMahon y Loretta Young, y estrenada por Warner Bros. y First National Pictures. El original de 76 minutos se considera perdido; hay una versión de 71 minutos disponible en Turner Entertainment.

## Argumento
Durante la Primera Guerra Mundial, en el frente francés, Roger Winston recibe la orden de destruir un nido de ametralladoras alemanas, con un puñado de hombres, entre ellos Tom Holmes, del mismo pueblo que él. Tom resulta herido mientras captura a un soldado alemán, pero Roger recibe los honores, a pesar de haber actuado con cobardía, algo que se cuida de no admitir. Tom es llevado al hospital, donde lo tratan con morfina. Cuando termina la guerra, Roger consigue - en el banco de su padre - un trabajo para Tom, a cambio de su silencio...

## Reparto
- Richard Barthelmess	...	Thomas Tom Holmes
- Loretta Young		...	Ruth Loring
- Aline MacMahon	...	Mary Dennis
- Gordon Westcott	...	Roger Winston
- Robert Barrat		...	Max Brinker
- Berton Churchill	...	Mr. Winston
- Grant Mitchell	...	George W. Gibson
- Charley Grapewin	...	Pa Dennis
- Robert McWade		...	Dr. Briggs
- G. Pat Collins	...	Líder de los agitadores
- James Murray		...	Soldado ciego
- Edwin Maxwell		...	Presidente de la compañía de lavandería
- Margaret Seddon	...	Jeanette Holmes
- Arthur Vinton		...	Capitán Joyce
- Robert Elliott	...	Policía de la Plaza Roja #1

## Producción
Su presupuesto fue de 290,000 dólares.
El rodaje se llevó a cabo en los estudios de la Columbia/Warner Bros (North Hollywood Way, Burbank, California)